# Iepenuil
De iepenuil (Cosmia diffinis) is een nachtvlinder uit de familie van de uilen (Noctuidae).

## Beschrijving
De voorvleugellengte bedraagt tussen de 14 en 16 millimeter. De grondkleur van de voorvleugels is roodbruin, aan de costa bevinden zich twee brede scherp afgetekende witte vlekken die uitlopen in een dunne dwarslijn. Bij de sterk gelijkende donkere iepenuil zijn deze vlekken smaller en vager. De achtervleugel is grijs met lichte franje.

## Waardplanten
De iep is de enige waardplant van de iepenuil. De rups is te vinden van april tot juni. De soort overwintert als ei.

## Voorkomen
De soort komt verspreid over Centraal- en Zuid-Europa voor.

### In Nederland en België
De iepenuil is in Nederland en België]l een zeer zeldzame soort. De vlinder kent één generatie die vliegt van juli tot halverwege augustus.